# 大波の魔術
『大波の魔術』（おおなみのまじゅつ、羅: Incantatio maris aestuosi ）は、エストニアの作曲家ヴェリヨ・トルミスによる、1996年に完成した無伴奏合唱曲。『嵐の海の呪文』の訳題もある。この曲は1994年9月29日に起きたエストニア号沈没事件の犠牲者を追悼するために書かれ、スウェーデン王立男声合唱団オルフェイ・ドレンガルとヘルシンキ大学男声合唱団へ委嘱された。
演奏時間は約6分。

## テキスト
この曲のテキストは、フィンランドの民族叙事詩である『カレワラ』の第18章と第42章から採られている。『カレワラ』のラテン語テキストは、トゥオモ・ペッカネンによる1986年の翻訳が用いられている。委嘱合唱団による演奏の際にも、合唱団の母語であるフィン語やスウェーデン語ではなくラテン語版が選ばれた。

## 録音
- YL Male Voice Choir on Best of Ylioppilaskunnan Laulajat (2008)
- Cantus on There Lies the Home (2006)
- The Vocal Consort on "Incantations" (2012)